# Suzak Inc.
Suzak Inc. (株式会社朱雀, Kabushiki-gaisha Suzaku) Foi uma empresa que desenvolvia jogos de Video-Game, sediada em Toquio, Japão, criada no ano de 2000.
Criou jogos para a Nintendo, tendo como seu destaque a produção de jogos da franquia F-Zero e Wario. Trabalhou produzindo jogos para diversas plataformas como PlayStation 2, Game Boy Advance, Nokia N-Gage e Nintendo DS.
Em 17 de agosto de 2012, a empresa entrou com pedido de falência. O valor aproximado da dívida na época era de 700 milhões de ienes. Pouquíssimos registros a respeito dos funcionários existem na internet, a não ser o Nome do Presidente (Masahiro Yonezawa) e de um ilustrador de arte (Jae Jae Yu)

## Jogos desenvolvidos

### Console de Mesa
- Shin Bakusou Dekotora Densetsu: Tenkatou Icchoujou Kessen (PlayStation 2)
- Kousoku Kidoutai: Super Polícia Mundial (PlayStation 2)
- Estrela Rítmica! (Playstation 2)
- Kaiketsu Zorori Mezase! Rei Itazura (Playstation 2)

### Console portatil
- Domo-kun no Fushigi Terebi (Nintendo, Game Boy Advance)
- F-Zero: GP Legend (Nintendo, Game Boy Advance)
- F-Zero: Clímax (Nintendo, Game Boy Advance)
- Kaiketsu Zorori para Mahou no Yuuenchi Ohimesama wo Sukue! (Game Boy Advance)
- Shin Megami Tensei: Devil Children: Puzzle de Call (Game Boy Advance)
- Catan (N-Gage)
- Zekkyō Senshi Sakeburein (Nintendo, Nintendo DS)
- Extremo Oriente do Éden II: Manji Maru (Nintendo DS)
- Wario: Mestre do Disfarce (Nintendo, Nintendo DS)
- Boing! Docomodake DS (Nintendo DS)
- Jornada Dokapon (Nintendo DS)
- Umihara Kawase Shun ~segunda edição~ Kanzenban (Genterprise, Nintendo DS)
- Magia: Seimei no Setsu (Genterprise, Nintendo DS)
- Zenkoku Dekotora Matsuri (Jaleco, Nintendo Wii)

## Ligação externas
- Sítio oficial (em japonês)